# Sam (Name)
Sam ist ein weiblicher und männlicher Vorname, der auch als Familienname vorkommt.

## Herkunft und Bedeutung
Der Name kann auch eine Kurzform von Samuel und Samantha sein.
Sām (persisch سام) ausgesprochen, ist er vom Namen eines Helden in der iranischen Mythologie abgeleitet.
Sam (arabisch سام, DMG Sām) ist ebenso die arabische Variante von Sem, einem der drei Söhne Noahs, wie er in der Bibel und in der islamischen Literatur vorkommt.

## Namensträger

### Vorname (weiblich)
- Sam Bailey (* 1977), britische Popsängerin
- Sam Baker (* 1966), britische Journalistin
- Sam Bloom (* 1971), australische Parakanutin
- Sam Brown (* 1964), englische Sängerin und Songwriterin
- Sam Leigh-Brown (* 1969), britische Popsängerin
- Sam Moyer (* 1983), US-amerikanische Künstlerin
- Sam Phillips (* 1962), US-amerikanische Sängerin, Musikerin und Komponistin

### Vorname (männlich)
- Sam Angel (1920–2007), US-amerikanischer Pokerspieler
- Sam Bauer (* 1994), deutscher Synchronsprecher, Werbesprecher
- Sam Bennett (Eishockeyspieler) (* 1996), kanadischer Eishockeyspieler
- Sam Claflin (* 1986), britischer Schauspieler
- Sam Cooke (1931–1964), US-amerikanischer Sänger
- Sam Craigie (* 1993), englischer Snookerspieler
- Sam El Sayed, Schweizer Pokerspieler
- Sam Frangie (* 20. Jahrhundert), australischer Snookerspieler
- Sam Garbarski (* 1948), belgischer Filmregisseur
- Sam Giancana (1908–1975), US-amerikanischer Mafioso
- Sam Grafton (* 1980 oder 1981), britischer Pokerspieler
- Sam Greenwood (Pokerspieler) (* 1988), kanadischer Pokerspieler
- Sam Huff (1934–2021), US-amerikanischer American-Football-Spieler
- Fiddlin’ Sam Long (1876–1931), US-amerikanischer Old-Time-Musiker
- Sam Lowes (* 1990), britischer Motorradrennfahrer
- Sam Malin (* 1963), kanadischer Unternehmer
- Sam Mendes (* 1965), britischer Regisseur
- Sam Morse (Skirennläufer) (* 1996), US-amerikanischer Skirennläufer
- Sam Most (1930–2013), US-amerikanischer Jazz-Saxophonist und Flötist
- Sam Neill (* 1947), neuseeländischer Schauspieler
- Sam Nujoma (1929–2025), Gründungspräsident Namibias
- Sam Peckinpah (1925–1984), US-amerikanischer Regisseur
- Sam Phillips (1923–2003), US-amerikanischer Produzent und Plattenlabelbesitzer
- Sam Rivers (Saxophonist) (1923–2011), US-amerikanischer Jazz-Saxophonist
- Sam Rivers (Bassist) (* 1977), US-amerikanischer Bassist
- Sam Shepard (1943–2017), US-amerikanischer Dramatiker und Schauspieler
- Sam Soverel (* 1990), US-amerikanischer Pokerspieler
- Sam Szafran (1934–2019), französischer Künstler
- Sam Taylor (Regisseur) (1895–1958), US-amerikanischer Filmregisseur, Drehbuchautor und Produzent
- Sam Taylor (Jazzmusiker) (1916–1990), US-amerikanischer Jazz- und Bluesmusiker
- Sam Trickett (* 1986), britischer Pokerspieler
- Sam Warner (1887–1927), US-amerikanischer Filmproduzent
- Sam Waterston (* 1940), US-amerikanischer Schauspieler
- Sam Wood (1883–1949), US-amerikanischer Filmregisseur

### Familienname
- Anna Sam (* 1980), französische Autorin und Bloggerin
- Charles Kweku Sam (1940–1998), ghanaischer römisch-katholischer Geistlicher und Bischof von Sekondi-Takoradi
- Sam Cheng-Fai (* 1991), Fußballspieler für Macau
- Ebru Şam (* 1990), deutsches Model
- Franz Sam (* 1956), österreichischer Architekt
- Jean Vilbrun Guillaume Sam (1859–1915), haitianischer Staatspräsident
- Junior Ngong Sam (* 1998), kamerunischer Fußballspieler
- Konrad Sam (ca. 1483–1533), reformierter deutscher Theologe und Reformator
- Maurice Hugh-Sam (* 1955), jamaikanischer Radrennfahrer
- Michael Sam (* 1990), US-amerikanischer American-Football-Spieler
- Obed Kofi Sam (* 1998), ghanaischer Fußballspieler
- Orhan Şam (* 1986), türkischer Fußballspieler
- Ruhollah Sam (1978–2020), iranischer Journalist und Regimegegner, siehe Ruhollah Zam
- Samuel Sam-Sumana (* 1962), sierra-leonischer Politiker (All People’s Congress), Vizepräsident
- Şevval Sam (* 1973), türkische Sängerin und Schauspielerin
- Shaheizy Sam (* 1982), malaysischer Schauspieler, Sänger und Produzent
- Sidney Sam (* 1988), deutscher Fußballspieler
- Sinan Şamil Sam (1974–2015), türkischer Boxer
- Tirésias Simon-Sam (1835–1916), haitianischer Politiker und Präsident von Haiti
- Young Dutch Sam (1808–1843), englischer Boxer in der Bare-knuckle-Ära

### Künstlername
- Washboard Sam (Robert Brown, 1910–1966), US-amerikanischer Bluesmusiker
- Ironing Board Sam (Sammie Moore, * 1939), US-amerikanischer Bluesmusiker
- Magic Sam (Sam Maghett, 1937–1969), US-amerikanischer Bluesmusiker
- Birmingham Sam, Pseudonym von John Lee Hooker
- SAM. Pseudonym für den Bereich Bildende Kunst von Nils Koppruch (1965–2012), deutscher Musiker und freischaffender Künstler

### Sonstige
- Uncle Sam, die bekannte Nationalallegorie der Vereinigten Staaten
- Yosemite Sam, eine Zeichentrickfigur
- Unsinkable Sam, die Bordkatze der Bismarck, der HMS Cossack und HMS Ark Royal

## Varianten
- Samy
- Sammy
- Sami (hebräisch; arabisch; türkisch; finnisch, ungarisch)
- Samu
- Samuel
- Samuil
- Schmuel (jiddisch) bzw. Shmuel (hebräisch)
- Samweli (Swahili)